# رافی ایتان
رافی (رافائل) ایتان (به عبری:רפי איתן) (زاده ۲۳ نوامبر ۱۹۲۶ – درگذشته ۲۳ مارس ۲۰۱۹) وزیر امور بازنشستگان در کابینه اسرائیل، و افسر سابق موساد بود. وی در سال ۱۹۶۱ فرمانده عملیات ربودن آدولف آیشمن بود.